# Grã-Bretanha nos Jogos Olímpicos de Inverno de 1968
A Grã-Bretanha competiu nos Jogos Olímpicos de Inverno de 1968, realizados em Grenoble, França.